# Куйкин, Пётр Кузьмич
Пётр Кузьми́ч Ку́йкин (27 июня (8 июля) 1784 года, Архангельск — 14 сентября (26 сентября) 1861 года, там же) — архангельский купец и общественный деятель, архангельский городской голова в 1844—1847 годах.
Купец 1-й гильдии, потомственный почётный гражданин.

## Биография
Пётр Куйкин родился в Архангельске в семье мещанина, вписавшегося в 1780 году в архангелогородский посад из экономических крестьян Онежской округи Двинского уезда.
В 1808 году был избран судьей словесного суда при городовом магистрате. В 1814—1817 годах избирался ратманом, а в 1823—1826 годах — бургомистром Архангельского городового магистрата.
В 1830—1835 годах был директором Архангельского коммерческого банка, в 1836—1840 годах — директором детского приюта. Также являлся членом попечительного общества о тюрьмах.
В 1844 году был избран архангельским городским головой. Согласно городовому положению от 21 апреля 1785 года, был избран сроком на одно трехлетие и возглавлял Общую городскую думу и её исполнительный орган — шестигласную думу.
Был известен строительной и широкой благотворительной деятельностью. Так, в 1857 году он пожертвовал городскому обществу дом, где впоследствии был открыт приют имени Святого Петра. В том же году он основал женское попечительство о бедных.
Много помогал в устройстве храмов города Архангельска. В частности, в 50-е годы XIX века занимался устройством Рождественской церкви, пожертвовал 10000 рублей на строительство придела во имя апостолов Петра и Павла в Михайло-Архангельской церкви города Архангельска, а также выделил 3000 рублей на устройство церкви при архангельской тюрьме. За свои заслуги и благодеяния Пётр Куйкин получил признательность и благодарность от Священного Синода.
Также, Пётр Кузьмич занимался благотворительностью в социальной сфере и образовании. В 1854 году он пожертвовал 10 000 рублей на строительство Николаевской мужской богадельни на Быку, в которой содержалось 70 человек. 12 человек в этой богадельне Куйкин взял на свое содержание, внеся в городской банк 10 000 рублей, проценты с которых шли в бюджет заведения. В 1858 году он также пожертвовал 12 000 рублей на покупку дома у коллежского асессора А. Ф. Черепанова, для создание женского училища, впоследствии названного в честь своего основателя и мецената Архангельским женским училищем имени Петра Куйкина. Кроме покупки здания, он пожертвовал значительный капитал и для обучения девушек. Кроме того, в те же годы он направил около 500 рублей на учреждение женского училища в Онеге.
Скончался 14 (26) сентября 1861 года в Архангельске и был похоронен на городском кладбище на Быку (ныне Ильинское кладбище) в Преображенской церкви. Его могила не сохранилась, в 30-е годы XX века она была снесена вместе с церковью.

## Семья
- Вторая жена — Екатерина Ивановна Плотникова (1788 — 9 сентября 1871 года), купеческая дочь. Детей в браке не было.
- Приёмные дочери — Мария, Авдотья (урожденные Дорофеевы)
- Воспитанница — Александра Петровна Иванова (14 апреля 1841 — 21 июля 1902), бабушка Ксении Петровны Гемп (1894—1998) — учёного—альголога, географа, историка, этнографа, выдающейся исследовательницы Русского Севера[5]

## Награды
- Золотая медаль «За усердие» на Аннинской ленте
- Золотая медаль «За усердие» на Владимирской ленте

## Память
- Имя Петра Куйкина носило Архангельского женское училище.